# Шабаев, Марс Садриевич
Марс Садриевич Шабаев (тат. Марс Садри улы Шабаев, Mars Sadri uğlı Şabaev, 14 июля 1933 — 21 февраля 2008, Казань, Республика Татарстан) — известный татарский писатель, поэт и переводчик.

## Биография
Марс Шабаев родился 14 июля 1933 года в деревне Верхний Такермен Мензелинского района Республики Татарстан в семье сельского учителя Садри Шабаева и его жены Хамиды Бикташевой.
Первые годы будущего поэта проходят в его родной деревне.
После ухода отца поэта на фронт, в 1941 году маленького Марса отправляют жить в деревню Усай, в семью сестры матери Мугаллимы Бикташевой. Став поэтом, Шабаев посвятит этой удивительной женщине поэму «Эби-апа» («Бабушка-тетя»).
После окончания Великой Отечественной войны, в 1945 году будущий поэт вместе с семьей переезжает в город Мензелинск. Там он заканчивает педагогическое училище.
В 1953 году Шабаев отправляется поступать в Казанский педагогический институт на факультет татарского языка и литературы.
Окончив учёбу с красным дипломом, он поступает на работу в Татарский радиокомитет редактором литературно-драматического вещания (1958—1960).
Дальше работа в газете «Яшь ленинчы», журналах «Азат хатын» и «Чаян», в альманахе «Идель».
С 1970 года его биография была связана с Татарским книжным издательством. В 1972—1977 годах он занимал должность главного редактора издательства, позже работает там же старшим редактором отдела художественной литературы.
Много лет писатель посвятил литературно-художественному журналу «Казан утлары» («Огни Казани»).
В последние годы Марс Шабаев занимался публицистикой, переводами. В частности, можно отметить его перевод на татарский язык произведений известного американского поэта XIX века Уолта Уитмена.
С 1963 года член КПСС.
С 1967 года член Союза писателей СССР.
21 февраля 2008 года Марс Садриевич Шабаев скончался в своей казанской квартире от острой сердечной недостаточности.

## Творчество
Первые стихи Марса Шабаева появились на страницах газет в 1952 году.
Первую же свою книгу — поэму «Яңа җыр» («Новая песня») ему удалось выпустить лишь десять лет спустя.
Многие произведения Марса Шабаева автобиографичны. Например, изображенный в поэме «Сине эзлим» (Ищу тебя, 1966) мальчик, который ищет пропавшего на войне отца,— сам автор.
Прототип произведения «Эби-апа» (Тетя-бабушка, 1967) — родная тетя поэта, которая пострадала в годы культа личности. Кстати, эту поэму Марсу Шабаеву в оригинале удалось напечатать лишь в 1989 году
Можно назвать ещё несколько произведений, благодаря которым он стал широко известен. Это прежде всего «Зәңгәр планетам» («Голубая планета моя», 1965 г.), «Онытма» («Не забывай!», 1973 г.), «Җыр тәме» («Вкус песни», 1983 г.) и др.
В 1993 году были изданы «Избранные произведения» Марса Шабаева в двух томах.
На его стихи композитор Энвер Бакиров написал песню «Очар кышлар (Перелётные птицы)», которую исполнила башкирская певица Салигаскарова.

## Звания и награды
- Республиканская премия имени Габдуллы Тукая (1976)
- Заслуженный деятель искусств ТАССР (1984)
- 2-е место в Республиканском конкурсе «Книга года — 2001» в номинации Детская литература

## Издания
- Яңа җыр — поэма, 1962 г.
- Кына гөле — поэма, 1963 г.
- Ашкыну — стихи, баллады, поэмы, 1964 г.
- Зәңгәр планетам — лирика, 1965 г.
- Сине эзлим — поэма и стихи, 1966 г.
- Әби-апа — стихи и поэмы, 1967 г., 1989 г.
- Гомерлек бәйрәм — стихи, 1968 г.
- Ир егет Идел кичәр — стихи, 1969 г.
- Салда сәяхәт — повесть, 1971 г.
- Шул ук — сборник, 1971 г., 1977 г.
- Җикән камыш — стихи, 1972 г., 1977 г.
- Онытма… — стихи, поэмы, 1973 г.
- Көн арты көн — стихи, легенды, поэмы, 1978 г.
- Мич башында биш мәче — стихи, 1979 г.
- Ак тынлык — стихи, 1982 г.
- Җыр тәме — стихи, 1983 г.
- Ищу тебя — стихи и поэмы, 1974 г.
- Полушария — стихи и поэмы, 1979 г.
- Белое безмолвие — стихи и поэмы, 1982 г.
- Вкус песни — стихи, 1983 г.
- Когда Алып батыр стряхнул лапти — стихи, сказки 1987 г.
- Праздник полуночи — стихи и поэмы, 1989 г.
- Бежит Заяц — сказки, 1990 г.
- Избранные произведения — стихи, баллады, легенды, 1993 г.
- Ручеек — стихи, 2001 г.